# Liberté (parti politique)
Pour les articles homonymes, voir Liberté (homonymie).
Liberté est un parti politique palestinien créé en vue des prochaines élections législatives par Marouane Barghouti.

## Historique
Pour les élections législatives palestiennes prévues en 2021, face à des conflits internes concernant les noms sur la liste du Fatah, le parti présente une liste dissidente nommée Liberté. Le premier sondage où elle est citée lui donne 32,5 % face à une liste Fatah/Hamas.
La liste est déposée par Nasser al-Qidwa le 31 mars.